# لوانا كارولينا
لوانا كارولينا كارفاليو دي سوزا (بالإنجليزية: Luana Carolina Carvalho de Souza؛ مواليد 11 يونيو 1993) هي مُقاتلة فنون قتالية مختلطة برازيلية.

## وصلات خارجية
لا توجد روابط لمواقع التواصل الاجتماعي.

- Luana Carolina على موقع يو إف سي (الإنجليزية)
- Luana Carolina على موقع شيردوغ (الإنجليزية)
- Luana Carolina على موقع Tapology.com (الإنجليزية)